# Naos des décades

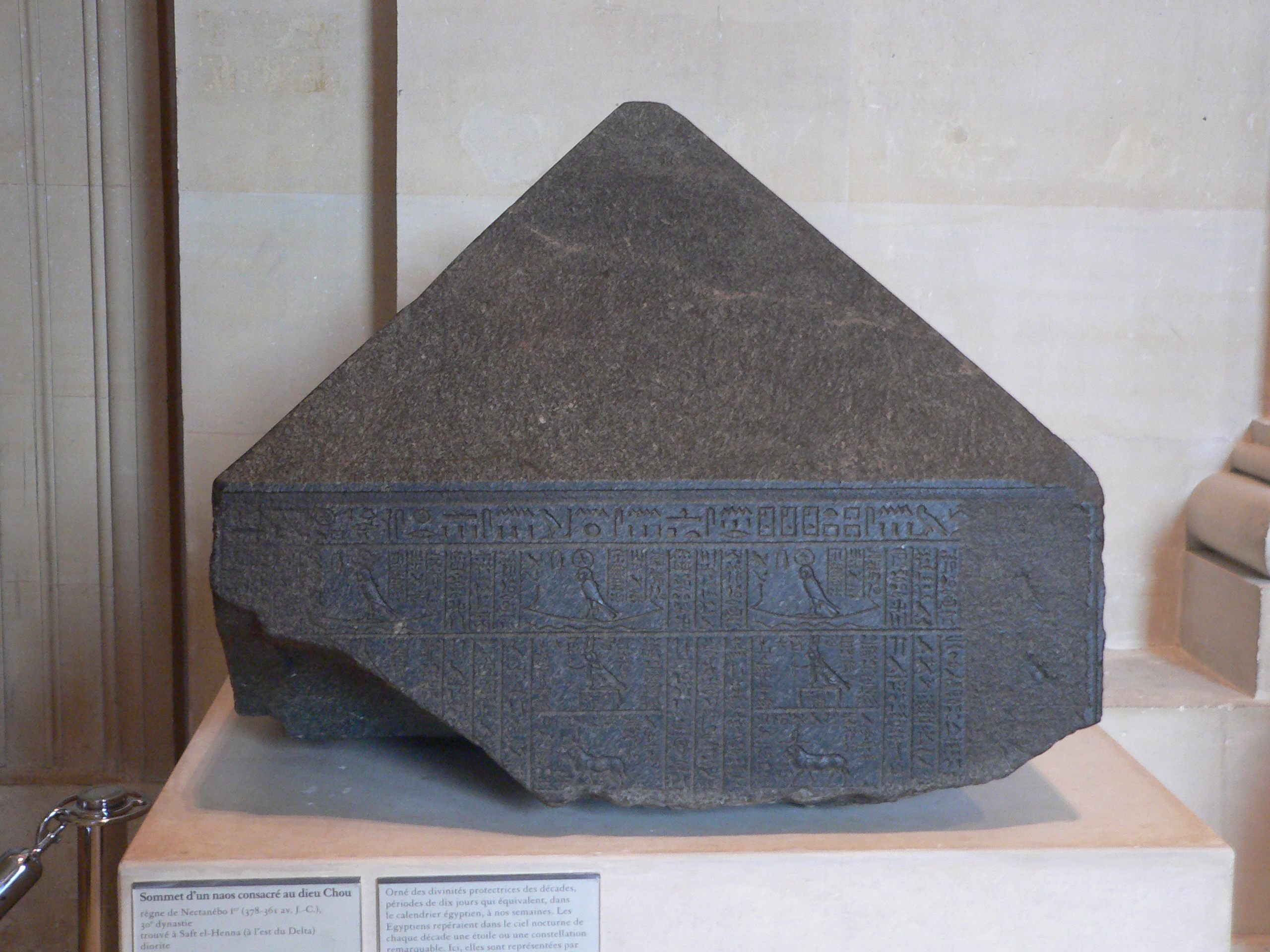
Pyramidion du naos des décades conservé au musée du Louvre

Le naos des décades est un naos en granite noir conservé en plusieurs parties qui ont été découvertes à près de deux siècles d'intervalle.
La partie supérieure du monument est exposée au musée du Louvre depuis le XIXe siècle au cours duquel elle a été découverte et ramenée par des explorateurs français.
Le reste est constitué de nombreuses pièces dont certaines ont été découvertes en 2001 par Franck Goddio lors des fouilles sous-marines qu'il organisa à la recherche des cités englouties de Canope et Thônis-Héracléion.
L'ensemble a été rassemblé pour l'occasion d'une exposition en 2006 qui retrace ces fouilles et découvertes. C'est ainsi pratiquement l'intégralité d'un grand naos entièrement couvert d'inscriptions, relatives d'une part, au culte de la divinité qu'il abritait, et d'autre part, à celui de dizaines de divinités qui, réparties en trente-six groupes ou décades, forment avec les cinq dernières divinités qui, selon la théorie divine, protégeaient l'année solaire que les égyptiens adoptaient depuis des millénaires et à la tête desquelles le dieu du naos se trouvait.
Datant de Nectanébo Ier, ce monument haut de 1,78 m, couronné par un pyramidion, est dédié au dieu Shou, divinité solaire par excellence qui est représenté sur la paroi du fond du naos en un lion assis coiffé de deux hautes plumes ornées de l'uræus divin. Le texte qui accompagne cette figure indique que la statue faisait trente centimètres de haut et qu'elle était en argent recouvert d'or fin.
Les fragments du naos ont été retrouvés dans la partie immergée de l'antique ville de Canope en rade d'Aboukir. Un fragment du naos de Tefnout, sa sœur et parèdre, a été signalé dans une maison d'Alexandrie au XIXe siècle mais sa localisation actuelle reste inconnue. Les deux naos provenaient de la ville de Saft el-Henneh dans le delta oriental, d'où ils ont été déplacés dans la région alexandrine, sans doute au début de l'époque ptolémaïque.